# Marion Verbruggen
Pour les articles homonymes, voir Verbruggen.
Marion Verbruggen est une flûtiste néerlandaise née le 2 août 1950 à Amsterdam.

## Biographie
Marion Verbruggen naît le 2 août 1950 à Amsterdam.
Elle étudie au Conservatoire d'Amsterdam puis au Conservatoire royal de La Haye, avec Frans Brüggen, avant de devenir professeure au sein de l'établissement.
Comme interprète, elle est reconnue comme spécialiste de la musique baroque et se produit avec plusieurs ensembles tels Musica Antiqua Köln, Amsterdam Baroque Orchestra ou Tafelmusik.
Marion Verbruggen est également investie dans le domaine de la musique contemporaine. En 1973, elle est lauréate du prix Nicolai pour son action en faveur des compositeurs néerlandais.
Elle est l'auteure d'une transcription pour flûte à bec des Six suites pour violoncelle seul de Jean-Sébastien Bach, version qu'elle a enregistrée.